# Zentrale Parkuhr

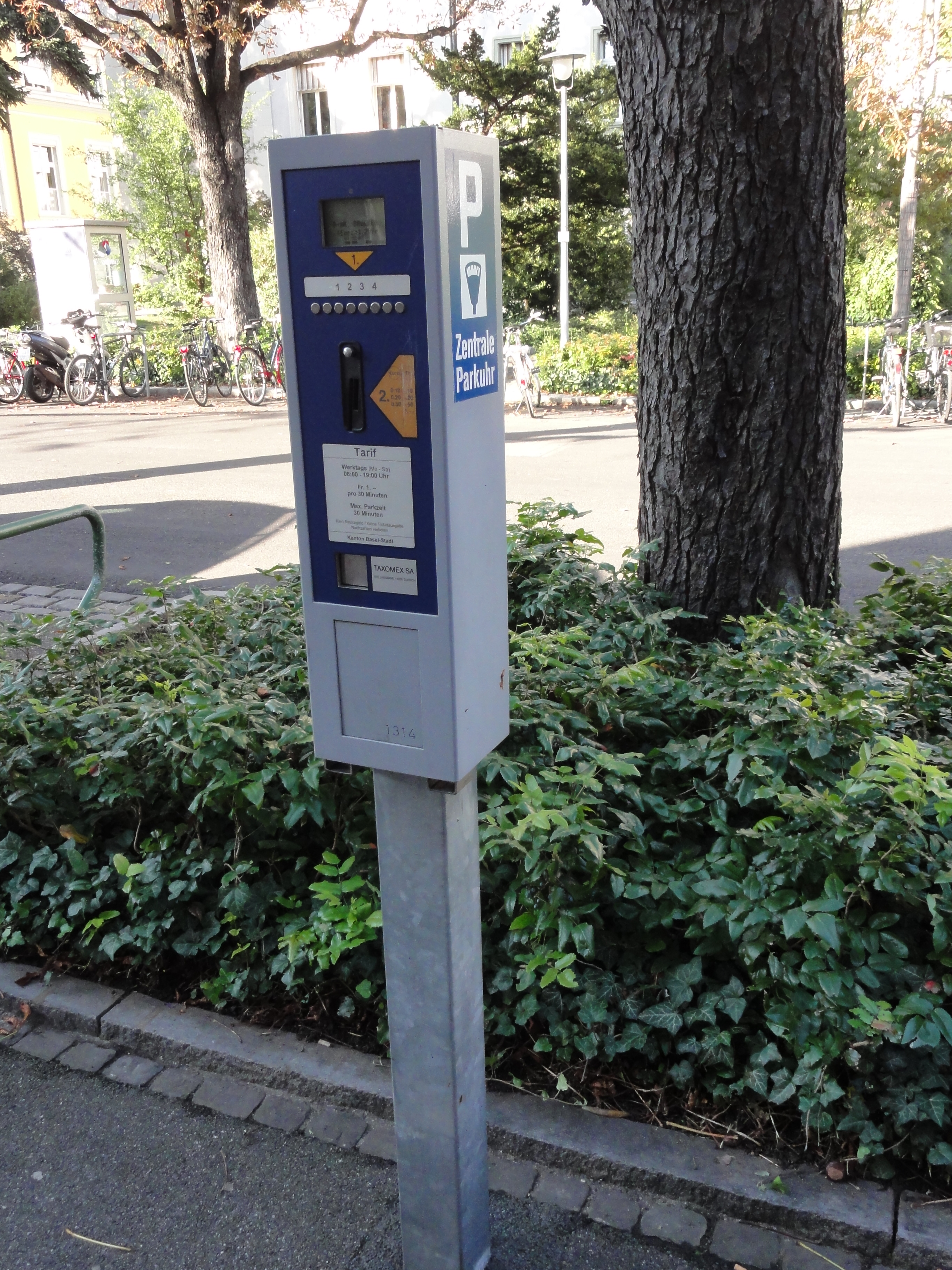
Eine zentrale Parkuhr in Basel.

Eine zentrale Parkuhr ist eine Säule mit einer in der Regel digitalen Uhr, welche die verbleibende zulässige Parkzeit für mehrere Parkplätze anzeigt, in deren Nähe sie aufgestellt ist. Wie bei einer einfachen Parkuhr zahlt man mit dem Einwurf von Münzen die Gebühr für eine bestimmte Parkzeit, die dann von der Uhr heruntergezählt wird.
Dabei ist über Tasten an der zentralen Parkuhr ein bestimmter Parkplatz auswählbar: Die Parkplätze sind in der Regel mit Nummern markiert, und an der zentralen Parkuhr ist vor dem Bezahlen die Taste mit der entsprechenden Ziffer zu betätigen oder über ein Eingabefeld der Parkplatz auszuwählen. Zentrale Parkuhren sind in der Schweiz weit verbreitet.
In der Schweizerischen Signalisationsverordnung (SSV) ist die Zentrale Parkuhr in Art. 48 Abs. 7 geregelt: „Die Angabe «Zentrale Parkuhr» auf einer Zusatztafel zum Signal «Parkieren gegen Gebühr» (4.20) besagt, dass eine Parkuhr für mehrere Parkfelder steht; die Parkuhr enthält ebenfalls die Angabe «Zentrale Parkuhr».“

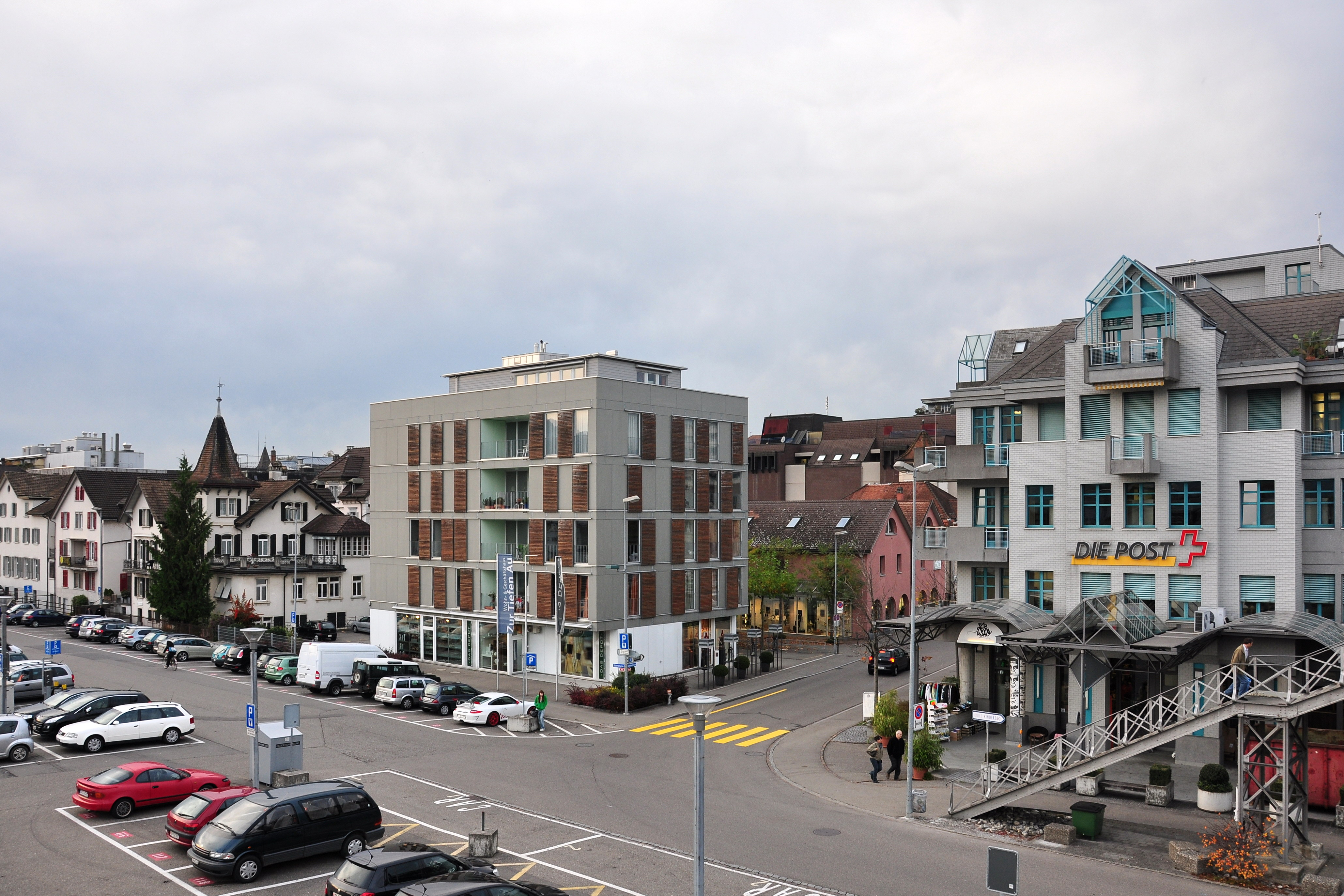
Nummerierte Parkplätze in Rapperswil zur Verwendung mit einer zentralen Parkuhr.
Verkehrsschild 4.20 gemäß SSV.